# Wilfried Finke
Wilfried Finke (* 25. April 1951 in Paderborn; † 15. Januar 2019 ebenda) war ein deutscher Möbelunternehmer und Fußballfunktionär.

## Leben
Finke, der in Paderborn aufwuchs, trat 1968 in das Möbelunternehmen Finke ein, 1978 übernahm er in Nachfolge seines verstorbenen Vaters Franz die Geschäftsführung. Finke der Ältere hatte die Firma 1959 gegründet. Unter Wilfried Finkes Leitung eröffnete das Unternehmen neben dem Stammhaus in Paderborn Zweigstellen (teils unter dem Namen „Preis-Rebell“) in Elxleben (1993), Kassel (1995), Münster (1998), Jena (2004), Oberhausen (2006), Beckum (2010) und Hamm (2015). 2011 übernahm Finke das Unternehmen Möbel Lehmkuhl aus Dülmen. Auch die Märkte „Xara“ und „Carré“ gehörten Finke, der insgesamt 2000 Mitarbeiter beschäftigte. 2018 verkaufte Finke sein Unternehmen an die Berliner Unternehmensgruppe KHG, zu der unter anderem die Möbelhandelskette Höffner zählt.
Von April 1997 bis Mai 2018 war Finke Präsident und Hauptgeldgeber des SC Paderborn 07. 2009 sowie im Mai 2016 war er zurückgetreten, kehrte aber jeweils nach wenigen Monaten ins Präsidentenamt zurück. In seine Amtszeit fielen die Zweitligaaufstiege der SCP-Fußballer in den Jahren 2005, 2009 und 2018 sowie der Bundesligaaufstieg 2014. Zudem setzte er sich für den Bau eines neuen Stadions ein, galt als Motor der Errichtung der Spielstätte, welche im Juni 2008 eröffnet wurde, sowie des Trainings- und Nachwuchsleistungszentrums. Zudem stieß er die Ausgliederung der Profimannschaft in eine Kapitalgesellschaft an. Für Schlagzeilen sorgte Finke mit der Verpflichtung Stefan Effenbergs als Paderborner Trainer im Oktober 2015. Im März 2016 kam es wieder zur Trennung. Im Januar 2020 zeichnete die Mitgliederversammlung des SC Paderborn 07 Finke posthum als Ehrenpräsidenten aus.
Ab 2012 griff er den wirtschaftlich angeschlagenen Paderborn Baskets finanziell unter die Arme und rettete sie vor dem Bankrott. Er war bis 2016 Namensgeber der Mannschaft.
Im Mai 2011 wurde er von der Stadt Paderborn und dem Stadtsportverband mit der Ehrenurkunde ausgezeichnet. Finke starb im Jahr 2019 an Krebs.